# Burg Ufenloch
Die Burg Ufenloch, auch Aufenloch genannt, ist eine abgegangene Höhenburg auf 572 m ü. NN am südwestlichen Ende der Höhe „Ofenloch“ beim Langenauer Stadtteil Hörvelsingen im Alb-Donau-Kreis in Baden-Württemberg.
Die Burg wurde im 14. Jahrhundert von den Herren von Ufenloch erbaut, 1349 erwähnt und 1372 zerstört. Von der ehemaligen Burganlage sind nur noch Grabenreste zu sehen.